# Cybaeus
Genre
Synonymes
- Bansaia Uyemura, 1938
- Dolichocybaeus Kishida, 1968
- Heterocybaeus Komatsu, 1968

Cybaeus est un genre d'araignées aranéomorphes de la famille des Cybaeidae.

## Distribution
Les espèces de ce genre se rencontrent en Asie, en Europe et en Amérique.

## Liste des espèces
Selon World Spider Catalog (version 26, 11/03/2025) :
- Cybaeus abchasicus Charitonov, 1947
- Cybaeus adenes Chamberlin & Ivie, 1932
- Cybaeus aikana Ihara, Koike & Nakano, 2021
- Cybaeus aizuensis Kobayashi, 2006
- Cybaeus akaanaensis (Komatsu, 1968)
- Cybaeus akiensis Ihara, 2003
- Cybaeus amamiensis Ihara, Koike & Nakano, 2021
- Cybaeus amicus Chamberlin & Ivie, 1932
- Cybaeus anaiwaensis (Komatsu, 1968)
- Cybaeus angustiarum L. Koch, 1868
- Cybaeus aokii Yaginuma, 1972
- Cybaeus aquilonalis Yaginuma, 1958
- Cybaeus aratrum Kim & Kim, 2008
- Cybaeus asahi Kobayashi, 2006
- Cybaeus ashikitaensis (Komatsu, 1968)
- Cybaeus aspenicolens Chamberlin & Ivie, 1932
- Cybaeus auburn Bennett, 2019
- Cybaeus auriculatus Seo, 2017
- Cybaeus balkanus Deltshev, 1997
- Cybaeus bam Marusik & Logunov, 1991
- Cybaeus basarukini Marusik & Logunov, 1991
- Cybaeus bilectus Bennett, 2021
- Cybaeus bitchuensis Ihara & Nojima, 2005
- Cybaeus biwaensis Kobayashi, 2006
- Cybaeus blasbes Chamberlin & Ivie, 1932
- Cybaeus brignolii Maurer, 1992
- Cybaeus broni Caporiacco, 1935
- Cybaeus bryoncavus Bennett, 2021
- Cybaeus bulbosus Exline, 1935
- Cybaeus cascadius Roth, 1952
- Cybaeus charlesi Bennett, 2016
- Cybaeus chauliodous Bennett, 2009
- Cybaeus communis Yaginuma, 1972
- Cybaeus confrantis Oliger, 1994
- Cybaeus conservans Chamberlin & Ivie, 1932
- Cybaeus consocius Chamberlin & Ivie, 1932
- Cybaeus constrictus Chamberlin & Ivie, 1942
- Cybaeus coylei Bennett, 2021
- Cybaeus cribelloides Chamberlin & Ivie, 1932
- Cybaeus culter Lee, Yoo & Kim, 2021
- Cybaeus cylisteus Zhu & Wang, 1992
- Cybaeus daimonji Matsuda, Ihara & Nakano, 2020
- Cybaeus daisen Ihara & Nojima, 2005
- Cybaeus deletroneus Zhu & Wang, 1992
- Cybaeus devius Chamberlin & Ivie, 1942
- Cybaeus echigo Kobayashi, 2006
- Cybaeus echinaceus Zhu & Wang, 1992
- Cybaeus echo Bennett, 2021
- Cybaeus enshu Kobayashi, 2006
- Cybaeus eremospelyngus Matsushita, Ihara & Nakano, 2025
- Cybaeus eutypus Chamberlin & Ivie, 1932
- Cybaeus fraxineus Bennett, 2021
- Cybaeus fujisanus Yaginuma, 1972
- Cybaeus fushun Lin & Li, 2021
- Cybaeus fuujinensis (Komatsu, 1968)
- Cybaeus gassan Kobayashi, 2006
- Cybaeus geumensis Seo, 2016
- Cybaeus gidneyi Bennett, 2009
- Cybaeus giganteus Banks, 1892
- Cybaeus gonokawa Ihara, 1993
- Cybaeus gotoensis (Yamaguchi & Yaginuma, 1971)
- Cybaeus grizzlyi Schenkel, 1950
- Cybaeus harrietae Bennett, 2016
- Cybaeus hatsushibai Ihara, 2005
- Cybaeus hesper Chamberlin & Ivie, 1932
- Cybaeus hibaensis Ihara, 1994
- Cybaeus higoensis Irie & Ono, 2000
- Cybaeus hikidai Ihara, Koike & Nakano, 2021
- Cybaeus hiroshimaensis Ihara, 1993
- Cybaeus huadian Lin & Li, 2021
- Cybaeus hummeli Bennett, 2021
- Cybaeus iharai Sugawara, Koike & Nakano, 2022
- Cybaeus ilweolensis Seo, 2016
- Cybaeus inagakii Ono, 2008
- Cybaeus intermedius Maurer, 1992
- Cybaeus irreverens Bennett, 2022
- Cybaeus ishikawai (Kishida, 1940)
- Cybaeus itsukiensis Irie, 1998
- Cybaeus jaanaensis Komatsu, 1968
- Cybaeus jilinensis Song, Kim & Zhu, 1993
- Cybaeus jinsekiensis Ihara, 2006
- Cybaeus jiriensis Seo, 2016
- Cybaeus jogyensis Seo, 2016
- Cybaeus kawabensis Irie & Ono, 2002
- Cybaeus kiiensis Kobayashi, 2006
- Cybaeus kirigaminensis Komatsu, 1963
- Cybaeus kiuchii Komatsu, 1965
- Cybaeus kodama Ihara, Koike & Nakano, 2021
- Cybaeus koikei Sugawara, Ihara & Nakano, 2021
- Cybaeus kokuraensis Ihara, 2007
- Cybaeus kompiraensis (Komatsu, 1968)
- Cybaeus kumadori Ihara, Koike & Nakano, 2021
- Cybaeus kumaensis Irie & Ono, 2001
- Cybaeus kunashirensis Marusik & Logunov, 1991
- Cybaeus kunisakiensis Ihara, 2003
- Cybaeus kuramotoi Yaginuma, 1963
- Cybaeus lockeae Bennett, 2022
- Cybaeus logunovi Marusik & Omelko, 2022
- Cybaeus longus Paik, 1966
- Cybaeus magnus Yaginuma, 1958
- Cybaeus maritimus Marusik & Omelko, 2022
- Cybaeus melanoparvus Kobayashi, 2006
- Cybaeus mellotteei (Simon, 1886)
- Cybaeus mikhailovi Marusik & Omelko, 2021
- Cybaeus mimasaka Ihara & Nojima, 2005
- Cybaeus minoensis Kobayashi, 2006
- Cybaeus minor Chyzer, 1897
- Cybaeus miyagiensis Ihara, 2004
- Cybaeus miyosii Yaginuma, 1941
- Cybaeus momotaro Ihara & Nojima, 2005
- Cybaeus montanus Maurer, 1992
- Cybaeus morosus Simon, 1886
- Cybaeus mosanensis Paik & Namkung, 1967
- Cybaeus multnoma Chamberlin & Ivie, 1942
- Cybaeus nagaiae Ihara, 2010
- Cybaeus nagusa Ihara, 2010
- Cybaeus nichikoensis (Komatsu, 1968)
- Cybaeus nipponicus (Uyemura, 1938)
- Cybaeus nishikawai (Komatsu, 1968)
- Cybaeus nojimai Ihara, 1993
- Cybaeus obedientiarius Komatsu, 1963
- Cybaeus odaensis Seo, 2016
- Cybaeus okafujii Yaginuma, 1963
- Cybaeus okayamaensis Ihara, 1993
- Cybaeus okumae Ihara, 2010
- Cybaeus okumurai Ihara, Koike & Nakano, 2021
- Cybaeus oligerae Marusik & Omelko, 2022
- Cybaeus opulentus Bennett, 2021
- Cybaeus orarius Bennett, 2021
- Cybaeus pan Bennett, 2021
- Cybaeus paralypropriapus Bennett, 2009
- Cybaeus parvus Seo, 2017
- Cybaeus patritus Bishop & Crosby, 1926
- Cybaeus pearcei Bennett, 2019
- Cybaeus penedentatus Bennett, 2009
- Cybaeus piazzai Bennett, 2021
- Cybaeus pseudoauriculatus Lee, Yoo & Kim, 2021
- Cybaeus raymondi (Simon, 1916)
- Cybaeus reducens Chamberlin & Ivie, 1932
- Cybaeus reticulatus Simon, 1886
- Cybaeus rothi Bennett, 2016
- Cybaeus ryunoiwayaensis Komatsu, 1968
- Cybaeus ryusenensis (Komatsu, 1968)
- Cybaeus sanbruno Bennett, 2009
- Cybaeus sanctus (Kishida, 1942)
- Cybaeus sasakii Ihara, 2004
- Cybaeus sasayamaensis Ihara, 2010
- Cybaeus schusteri Bennett, 2019
- Cybaeus scopulatus Chamberlin & Ivie, 1942
- Cybaeus senzokuensis (Komatsu, 1968)
- Cybaeus seorakensis Seo, 2016
- Cybaeus septatus Chamberlin & Ivie, 1942
- Cybaeus shingenni Komatsu, 1968
- Cybaeus shinkaii (Komatsu, 1970)
- Cybaeus shoshoneus Chamberlin & Ivie, 1932
- Cybaeus signatus Keyserling, 1881
- Cybaeus signifer Simon, 1886
- Cybaeus silicis Barrows, 1919
- Cybaeus simplex Roth, 1952
- Cybaeus sinuosus Fox, 1937
- Cybaeus solanum Bennett, 2016
- Cybaeus somesbar Bennett, 2009
- Cybaeus songniensis Seo, 2016
- Cybaeus strandi Kolosváry, 1934
- Cybaeus striatipes Bösenberg & Strand, 1906
- Cybaeus tajimaensis Ihara & Nojima, 2005
- Cybaeus takachihoensis Irie & Ono, 2010
- Cybaeus takasawaensis (Komatsu, 1970)
- Cybaeus taraensis Irie & Ono, 2001
- Cybaeus tardatus (Chamberlin, 1919)
- Cybaeus tetricus (C. L. Koch, 1839)
- Cybaeus thermydrinos Bennett, 2009
- Cybaeus tokunoshimensis Ihara, Koike & Nakano, 2021
- Cybaeus topanga Bennett, 2021
- Cybaeus torosus Bennett, 2019
- Cybaeus tottoriensis Ihara, 1994
- Cybaeus triangulus Paik, 1966
- Cybaeus tsurugi Ihara, 2003
- Cybaeus tsurusakii Ihara, 1993
- Cybaeus ubicki Bennett, 2021
- Cybaeus uenoi (Yaginuma, 1970)
- Cybaeus urabandai Ihara, 2004
- Cybaeus vanimaculatus Lee, Yoo & Kim, 2021
- Cybaeus viator Bennett, 2022
- Cybaeus vignai Brignoli, 1977
- Cybaeus vulpinus Bennett, 2009
- Cybaeus waynei Bennett, 2009
- Cybaeus wilsonia Bennett, 2021
- Cybaeus yakushimensis Ihara, Koike & Nakano, 2021
- Cybaeus yeongwolensis Lee, Yoo & Kim, 2021
- Cybaeus yoshidai Ihara, 2004
- Cybaeus yufuin Ihara, 2007
- Cybaeus zenifukiensis (Komatsu, 1968)

## Systématique et taxinomie
Ce genre a été décrit par L. Koch en 1868. Il est placé dans les Agelenidae, dans les Dictynidae par Lehtinen en 1967 puis dans les Cybaeidae par Forster en 1970.
Bansaia a été placé en synonymie par Yaginuma en 1958.
Heterocybaeus et Dolichocybaeus ont été placés en synonymie par Ihara en 2010.

## Publication originale
- L. Koch, 1868 : « Die Arachnidengattungen Amaurobius, Coelotes and Cybaeus. » Abhandlungen der Naturhistorischen Gesellschaft zu Nürnberg, vol. 4, p. 1-52 (texte intégral).